# Dorzolamide
La dorzolamide (in fase sperimentale conosciuta con la sigla MK-507) è un inibitore dell'anidrasi carbonica. È un agente anti-glaucoma, e agisce diminuendo la produzione di umore acqueo. In Italia è venduto dalla società farmaceutica Merck Sharp & Dohme con il nome commerciale di Trusopt nella forma farmaceutica di collirio contenente il 2% di principio attivo.

## Storia
Questo farmaco è stato sviluppato dalla Merck ed è stato introdotto sul mercato nel 1995. È stato il primo farmaco, nella terapia umana,  basato sul drug design. È stato infatti sviluppato per aggirare e minimizzare gli effetti collaterali sistemici dell'acetazolamide, che deve essere assunto per via orale.

## Farmacodinamica
Dorzolamide è un efficace inibitore dell'anidrasi carbonica II umana. L'anidrasi carbonica è un enzima presente nei tessuti biologici in diverse forme isoenzimatiche, la più attiva delle quali è l'anidrasi carbonica II (AC-II). L'AC-II può essere rilevata principalmente negli eritrociti così come in altri tessuti, fra cui l'occhio.
L'azione di inibizione dell'anidrasi carbonica esercitata da dorzolamide a livello dei processi ciliari dell'occhio determina una diminuita produzione e secrezione di umore acqueo, la quale a sua volta comporta una riduzione della pressione intra-oculare.

## Farmacocinetica
Dorzolamide somministrazione per via topica (instillazione oculare) può essere utilizzata a dosaggi molto bassi agendo direttamente  sull'occhio. Dopo somministrazione topica il composto raggiunge un picco di concentrazione a distanza di circa 2 ore dalla somministrazione. Successivamente raggiunge il circolo sistemico e si accumula nei globuli rossi per il legame selettivo con l'anidrasi carbonica II.

Nell'organismo dorzolamide è metabolizzata in un singolo N-desetil metabolita, attivo ma inibitore meno efficace su AC-II.
Il legame del composto con le proteine plasmatiche è pari al 33%.
L'eliminazione del farmaco dall'organismo avviene principalmente attraverso l'emuntorio renale in forma immodificata; la medesima via di eliminazione interessa l'N-desetil metabolita.

## Usi clinici
La dorzolamide cloridrato è usato per abbassare la pressione intraoculare nel glaucoma ad angolo aperto e per l'ipertensione oculare.
Abbassa la IOP mediamente del 17% (dal 15 al 19%).

## Effetti collaterali e indesiderati
Tra gli effetti indesiderati si segnalano cefalea, astenia, faticabilità.
A carico dell'occhio possono verificarsi bruciore, lacrimazione, congiuntivite, irritazione e infiammazione della palpebra, prurito oculare, visione offuscata, miopia transitoria.
Alcuni pazienti sviluppano disturbi gastrointestinali come secchezza delle fauci, nausea, sensazione di sapore amaro.
Più raramente si registrano reazioni da ipersensibilità: angioedema, orticaria, prurito, rash cutaneo, dermatiti e perfino necrolisi epidermica tossica ed eritema multiforme.

## Controindicazioni
Il composto è controindicato in soggetti con ipersensibilità individuale accertata al principio attivo oppure ad un eccipiente utilizzato nella formulazione.

Risulta anche controindicato nei pazienti con grave insufficienza renale (clearance della creatinina < 30 ml/min) o affetti da acidosi ipercloremica.

## Dosi terapeutiche
Dorzolamide utilizzata in monoterapia risulta efficace al dosaggio di una goccia di collirio, da instillare nel sacco congiuntivale dell'occhio affetto, per tre volte al giorno.
Se utilizzata in associazione ad un collirio contenente un betabloccante, il dosaggio si riduce ad una goccia di dorzolamide soluzione oftalmica, due volte al giorno, con le medesime modalità di applicazione.